# Иржи Маген
Иржи Маген (настоящие имя и фамилия — Антонин Ванчура) (чеш. Jiří Mahen; 12 декабря 1882[…], Часлав, Цислейтания[…] — 22 мая 1939[…], Брно[…]) — чешский и чехословацкий писатель

, поэт, драматург, журналист, публицист, библиотекарь

, театральный режиссёр, внесший большой вклад в развитие чешского театра.

## Биография
Родился в старинной дворянской семье. Двоюродный брат журналиста Владислава Ванчуры. Сотрудничал с анархистским движением. Окончил философский факультет  Карлова университета в Праге. Находился под влияние творчества С. Неймана, был членом литературной группы под названием «Анархисты-разрушители».
В 1910—1919 годах работал журналистом и редактором в одной из ведущих чешских газет Лидове новины в Брно. Затем перешел в ежедневную газету «Свобода», где проработал до 1936 года.
С 1918 по 1920 год работал драматургом в Национальном театре Брно. С 1921 года был библиотекарем, а затем директором тогдашней Публичной библиотеки города Брно.
22 мая 1939 года покончил жизнь самоубийством в знак протеста против нацистской оккупации Чехословакии.

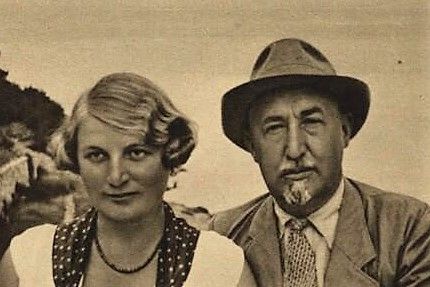
Иржи Маген с женой

## Творчество
Импрессионист. Символист.

## Избранные произведения
Поэзия
- Plamínky (1907)
- Ballady (1908)
- Duha (1916)
- Tiché srdce (verše 1916, 1917)
- Scirocco (1923)
- Básně (1928)
- Balady (1929)

Проза
- Podivíni (1907)
- Kamarádi svobody (1909)
- Rybářská knížka (1921)
- Měsíc (1920)
- Nejlepší dobrodružství (1929)
- Díže (1911,1918)

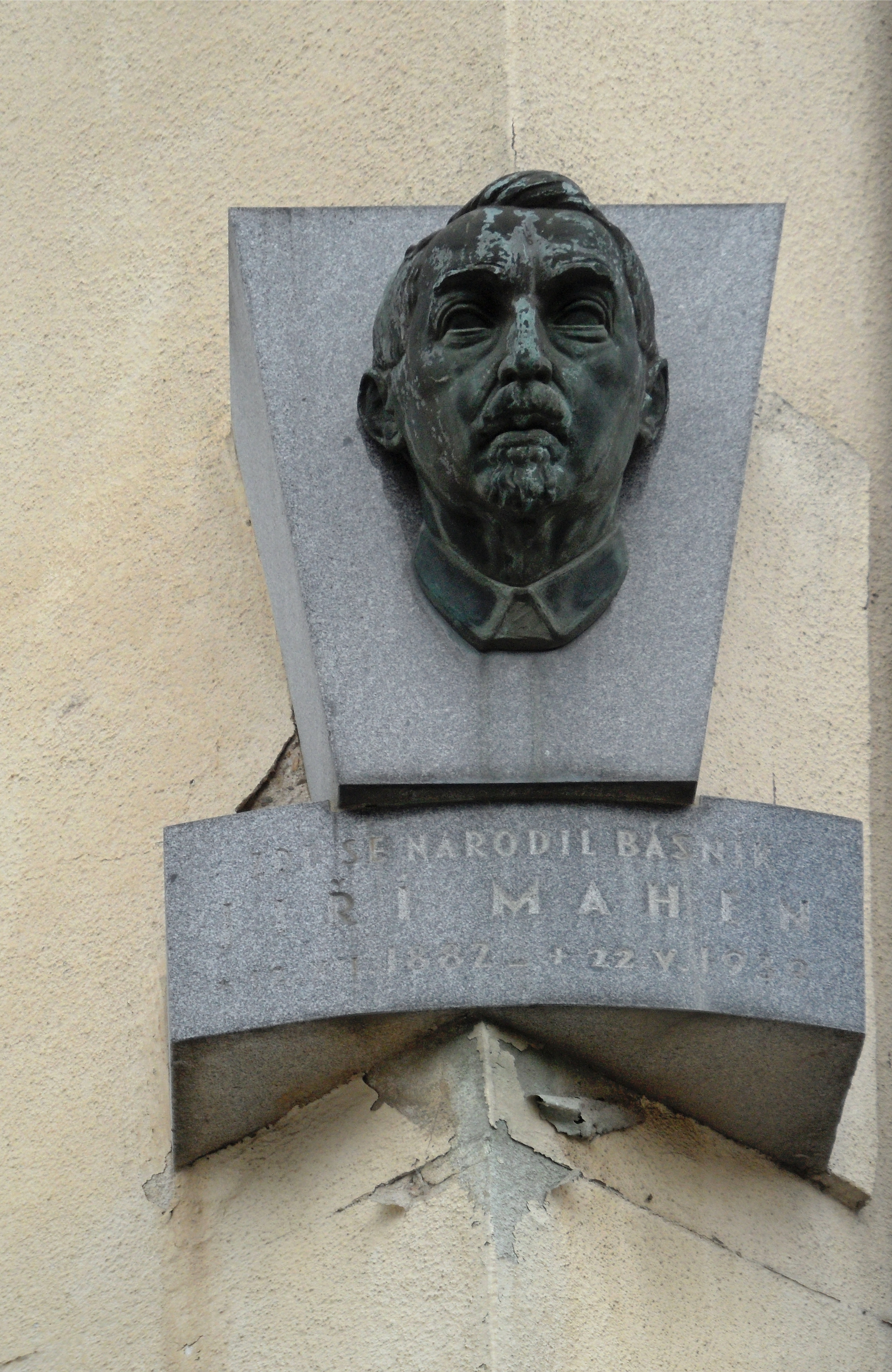
Мемориальная таблица Иржи Магена в Чаславе

- Dvě povídky — Daemoni. Opájejme se! (1911,1918)
- Démoni (1931)
- Toulky a vzpomínky (1931)
- Povídky a kresby (1931)

Пьесы
- Klíč (1907)
- Jánošík (1910) экранизирован
- Mefistofeles (1910)
- První deště (1910)
- Juanův konec (1918)
- Nebe, peklo, ráj (1919,1922)
- Mrtvé moře (1918)
- Generace (1921)
- Dezertér (1923)
- Ulička odvahy (1917)
- Praha-Brno-Bratislava (1927)
- Nasredin čili Nedokonalá pomsta (1928, B. M. Klika 1930)
- Husa na provázku (1925)
- Josef se vrátil (1919)
- Náměsíčný (1919)
- Píseň života (1919)
- Chroust (1920)
- Rodina 1933 (1934)

## Память
- Имя Иржи Магена носит библиотека и главная сцена Национального театра в Брно, ряд улиц в Праге, Брно, Чаславе, Кладно, Усти-над-Лабем, Йиглаве и др.
- Установлено несколько мемориальных таблиц.